# World Painted Blood
World Painted Blood – dziesiąty album studyjny amerykańskiej thrashmetalowej grupy Slayer. Premiera zapowiadana była na 7 lipca 2009 roku, jednak ostatecznie przeniesiona została na 2 listopada. Producentem albumu jest Greg Fidelman. Album zawiera 11 utworów (6 napisanych przez Jeffa Hannemana i 5 przez Kerrego Kinga). 
13 stycznia 2010 roku album uzyskał status złotej płyty w Polsce. Do utworów „Beauty Through Order” oraz „World Painted Blood” zrealizowano teledyski.
Utwór „Psychopathy Red” dotyczy ukraińsko-rosyjskiego seryjnego mordercy, Andrieja Czikatiło (znanego też jako „Rzeźnik z Rostowa”).

## Lista utworów
Opracowano na podstawie materiału źródłowego.
| Nr  | Tytuł utworu                      | Słowa                     | Muzyka        | Długość |
| --- | --------------------------------- | ------------------------- | ------------- | ------- |
| 1.  | „World Painted Blood”             | Tom Araya, Jeff Hanneman  | Jeff Hanneman | 5:53    |
| 2.  | „Unit 731”                        | Jeff Hanneman             | Jeff Hanneman | 2:39    |
| 3.  | „Snuff”                           | Kerry King                | Kerry King    | 3:42    |
| 4.  | „Beauty Through Order”            | Tom Araya, Jeff Hanneman  | Jeff Hanneman | 4:36    |
| 5.  | „Hate Worldwide”                  | Kerry King                | Kerry King    | 2:52    |
| 6.  | „Public Display of Dismemberment” | Kerry King                | Kerry King    | 2:34    |
| 7.  | „Human Strain”                    | Tom Araya, Jeff Hanneman  | Jeff Hanneman | 3:09    |
| 8.  | „Americon”                        | Kerry King                | Kerry King    | 3:22    |
| 9.  | „Psychopathy Red”                 | Jeff Hanneman             | Jeff Hanneman | 2:26    |
| 10. | „Playing with Dolls”              | Kerry King, Jeff Hanneman | Jeff Hanneman | 4:13    |
| 11. | „Not of This God”                 | Kerry King                | Kerry King    | 4:20    |
|     |                                   |                           |               | 39:46   |

## Twórcy
Opracowano na podstawie materiału źródłowego.
| Zespół Slayer w składzie - Tom Araya – śpiew, gitara basowa - Jeff Hanneman – gitara - Kerry King – gitara - Dave Lombardo – perkusja |  | Inni - Greg Fidelman – produkcja, realizacja nagrań, miksowanie, inżynieria dźwięku - Norm Costa – obsługa techniczna - Armand B. Crump – obsługa techniczna - Andrew Stewart – zdjęcia - Mark Santangelo – asystent inżyniera dźwięku - Pete Penner – edycja cyfrowa - Dan Monti – edycja cyfrowa - Dana Nielsen – realizacja nagrań - Vlado Meller – mastering - Sara Killion – asystent inżyniera dźwięku - Rick Rubin – producent wykonawczy |

## Pozycje na listach
| Lista                | Kraj              | Pozycja |
| -------------------- | ----------------- | ------- |
| Billboard 200        | Stany Zjednoczone | 12      |
| Media Control Charts | Niemcy            | 7       |
| OLiS                 | Polska            | 16      |
| UK Albums Chart      | Wielka Brytania   | 41      |
| Sverigetopplistan    | Szwecja           | 21      |
| Schweizer Hitparade  | Szwajcaria        | 14      |
| MegaCharts           | Holandia          | 15      |
| ARIA Charts          | Australia         | 3       |
| Ö3 Austria Top 40    | Austria           | 13      |
| Recorded Music NZ    | Nowa Zelandia     | 16      |
| VG-lista             | Norwegia          | 15      |